# Agnes Mary Clerke
Agnes Mary Clerke (Skibbereen, County Cork, 10 februari 1842 – Londen, 20 januari 1907) was een Ierse astronoom en schrijver.

## Biografie
Agnes Clerke was de dochter van John William Clerke (ca. 1814–1890), bankdirecteur in Skibbereen, en Catherine Mary Deasy (geboren rond 1819). Ze had twee broers en zussen; haar oudere zus, Ellen Mary (1840-1906), werd dichter en journalist werd. Alle kinderen uit het gezin kregen volledig thuisonderwijs. Agnes Clerke mocht niet naar de universiteit en moest het doen met zelfstudie, en met wat haar jongste broer Aubrey - die wel naar de universiteit mocht - aan haar vertelde. Ze las onder andere het boek van William Herschel, Outlines of Astronomy.
Catherine Clerke volgde daarna een opleiding aan de school van het Ursulinenklooster.

## Leven en werk
In de voetsporen van haar vader – die naast les in klassieke talen ook les had gehad in astronomie – ontwikkelde ze al op jonge leeftijd een interesse voor astronomie. Met behulp van de telescoop van haar vader nam ze o.a. de ringen van Saturnus waar. Ze ging vanaf 15-jarige leeftijd de geschiedenis van de astronomie beschrijven. 
In 1861 verhuisde ze met haar familie naar Dublin en in 1863 naar Queenstown (het huidige Cobh). Op 25-jarige leeftijd ging ze, deels om gezondheidsredenen,  samen met haar oudere zus Ellen naar Italië waar ze tot 1877 verbleef, voornamelijk in Florence. Daar studeerden zij de geschiedenis van de wetenschap, talen en andere vakken die nuttig zouden zijn in hun latere leven. In 1877 vestigde ze zich in Londen, samen met haar ouders, Aubrey en Ellen.
Bij haar terugkeer kon ze twee artikelen publiceren in de Edinburgh Review van oktober 1877: Brigandage in Sicily (Roverij in Sicilië) en Copernicus in Italy. Ze had deze artikelen in Italië geschreven. Deze artikelen  leidden ertoe dat Adam en Charles Black, uitgevers van de Review, die ook de Encyclopædia Britannica publiceerden, haar vroegen om biografieën te schrijven van een aantal beroemde wetenschappers voor de negende editie van de encyclopedie. In totaal schreef ze 154 biografische schetsen.
Dit leidde weer tot een aantal andere opdrachten, waaronder de publicatie van het artikel over astronomie voor de Catholic Encyclopedia. 
Tijdens haar carrière schreef ze recensies van veel boeken, waaronder Franse, Duitse, Griekse en  Italiaanse. In 1885 publiceerde ze haar bekendste werk, A Popular History of Astronomy during the Nineteenth Century. Dit boek werd algemeen gebruikt vanwege de bespreking van de spectroscoop die ze erin had opgenomen. Zij schreef in haar voorwoord dat ze een geschiedschrijving verkoos boven een verhandeling, omdat in de geschiedschrijving ook aan de orde komt hoe men van alles te weten is gekomen.
In 1888 bracht ze drie maanden door op het observatorium aan Kaap de Goede Hoop.
In de herfst van 1890 was zij met haar broer Aubrey stichtende leden van de Britse Astronomical Association.
In 1893 ontving Clerke van de Royal Institution een prijs van 100 guineas. Als lid van de British Astronomical Association woonde ze regelmatig de vergaderingen bij, evenals die van de Royal Astronomical Society. In 1903 werd ze samen met Margaret Lindsay Huggins verkozen tot erelid van de Royal Astronomical Society, een rang die voorheen slechts drie andere vrouwen toekwam, Caroline Herschel en Mary Somerville (in 1835), en Anne Sheepshanks (in 1862).
In 1907 overleed zij aan longontsteking in haar huis in South Kensington.
Agnes en Ellen waren hun hele leven vrome katholieken. Geen van beiden is ooit getrouwd.

## Nalatenschap
De maankrater Clerke is naar haar vernoemd. 
In 2002 schreef Mary Brück Agnes Mary Clerke en de opkomst van astrofysica . 
In 2017 heeft de Royal Astronomical Society de Agnes Clerke Medal for the History of Astronomy or Geophysics ingesteld, die wordt toegekend aan personen die uitmuntend onderzoek hebben verricht naar de geschiedenis van de astronomie of geofysica. De eerste ontvanger was Clive Ruggles.
In 2022 gaven Jessie Kennedy en het Celestial Quartet een concert in Skibbereen ter ere van Clerke. Het optreden bevatte nummers die speciaal waren gecomponeerd door Jessie Kennedy en Tess Leak, met woorden van Agnes en haar zus Ellen, en een cellotrio, het Agnes Clerke Cello Trio, gecomponeerd door Diana Llewellyn.